# トランザム7000
『トランザム7000』（Smokey and the Bandit）は、1977年に制作されたアメリカ合衆国の映画で、アクション映画、コメディ映画。
原題を日本語に直訳すると「警官と無法者」といった意味。"Smokey"は警察官なかんずく州警察ハイウェイパトロールを意味するアメリカの俗語で、スモーキー・ベアにちなんでおりトラック運転手などが用いる。"Bandit"は盗賊や無法者という言葉で、バート・レイノルズ演じる主人公の愛称でもある。

## あらすじ
テキサス州の大富豪、イーノス親子は巷のトラッカー（トラック運転手）に無理難題の賭けを仕掛けていた。それはクアーズビール400ケースをテキサス州東部のテクサーカナで積んでジョージア州アトランタまでの片道900マイル（約1450km）を28時間で往復するというもの。当時クアーズビールはミシシッピ川より東へ持ち出すと密輸という条例があったため、速度超過と併せて積み荷をチェックされて逮捕され、賭けに失敗するトラッカーが続出していた。
そこでイーノス親子は伝説のトラッカーであるバンディットにアトランタのトラックロデオ会場で会い、成功報酬8万ドルでこの賭けを挑む。バンディットはこの賭けに応じ、相棒のスノーマンとのコンビを復活させてテクサーカナへ向かう。これまではトラックに2人が乗って交替で運転していたが、今回はバンディットがイーノス親子から巻き上げた準備金で購入したポンティアック・ファイヤーバード・トランザム、スノーマンはバンディットのセミトレーラー（ケンワースW900Aトラクタ＋HOBBSトレーラー）に分かれて仕事に取り掛かる。
翌朝、テクサーカナでトレーラーにクアーズビール400ケースを積んでアトランタへ戻る途中、バンディットの乗るトランザムはウェディングドレス姿のキャリーに停められ、同乗させてもらえるよう頼まれる。キャリーは結婚式から逃げてきたところで、その後を追ってきたジャスティス保安官の息子と結婚するはずだった。それが火種となって、アトランタのサザンクラシックレース会場までバンディットたちとジャスティス保安官親子およびアーカンソー州・ミシシッピ州・アラバマ州・ジョージア州の各州警察との追跡劇が繰り広げられる。

## キャスト
バンディット（ボウ・ダーヴィル）
伝説のトラッカー。トラックの援護とパトカーの囮役としてトランザムに乗る。
キャリー
ブロードウェイミュージカルの出演経験もあるダンサー。ジャスティスJr.と結婚するはずだったが結婚式を脱走、車が故障したところをバンディットに助けられる。
スノーマン（クリーダス・スノー）
バンディットの相棒で子だくさんの父親。バセットハウンド犬「フレッド」を飼っている。
ビュフォード・T・ジャスティス保安官
ジャスティスJr.
テクサーカナの保安官。通称スモーキーベア（無線用語で警察官・保安官の意）。
ビッグ・イーノス
テキサスの大金持ち。クアーズビール密輸の賭けの仕掛人。バンディットを賭けへ誘うのに積極的。親子でお揃いの派手なカウボーイルックを着た凸凹コンビの巨漢の方。
リトル・イーノス
ビッグの息子。バンディットを賭けへ誘うのには消極的で悪態ばかりついている。親子でお揃いの派手なカウボーイルックを着た凸凹コンビの小男の方。

## 日本語吹替
| 役名                 | 俳優                   | 日本語吹替 |
| 役名                 | 俳優                   | フジテレビ版 （追加録音部分） |
| -------------------- | ---------------------- | --- |
| バンディット         | バート・レイノルズ     | 石田太郎 |
| キャリー             | サリー・フィールド     | 井上瑤 （有賀由樹子） |
| スノーマン           | ジェリー・リード       | 日高晤郎 |
| ジャスティス保安官   | ジャッキー・グリーソン | 富田耕生 |
| ジャスティスJr.      | マイク・ヘンリー       | 屋良有作 |
| リトル・イーノス     | ポール・ウィリアムズ   | 水鳥鉄夫 |
| ビック・イーノス     | パット・マコーミック   | 雨森雅司 |
| 不明 その他          | N/A                    | 秋元羊介 緑川稔 塚田正昭 土井美加 亀井三郎 木藤玲子 小宮和枝 山口健 塩屋翼 桜本昌弘 平林尚三 川地希久代 野本礼三 京田尚子 高木早苗 |
| 日本語版制作スタッフ |                        | |
| 演出                 | 演出                   | 壷井正 |
| 翻訳                 | 翻訳                   | 佐藤一公 |
| 効果                 | 効果                   | PAG |
| 調整                 | 調整                   | 栗林秀年 |
| 制作                 | 制作                   | グロービジョン |
| 解説                 | 解説                   | 高島忠夫 |
| 初回放送             | 初回放送               | 1982年4月17日 『ゴールデン洋画劇場』                                                                                               |

※日本語吹替は、初回放送時にカットされたシーンを一部別キャストで追加録音したノーカット版がNetflixで配信。スターチャンネルでも放送。

## スタッフ
- 原案 - ハル・ニーダム、ロバート・レヴィ
- 製作総指揮 - ロバート・レヴィ
- 脚本 - ジェームズ・リー・バレット
- 音楽 - ビル・ジャスティス、ジェリー・リード
- 監督 - ハル・ニーダム
- 配給 - ユニバーサル・ピクチャーズ

## 登場車両
- 1977年型ポンティアック・ファイヤーバード・トランザム“スペシャル・エディション”

主人公"バンディット"の乗る車。
劇用車は4台が用意され、4台共スタントシーンなどでダメージを負った。
- 1973年/1974年型ケンワース・W900A

主人公の相棒"スノーマン"の乗るトラックヘッド。
劇用車には1973年式が1台（ケンワース50周年記念ゴールドエンブレム付）、1974年式が2台、計3台がすべて同じ38インチスリーパー（仮眠室）付で用意された。
黒く見えるが、コーヒーブラウンに金色のトリムカラーの組み合わせである。
牽引されているトレーラーはホブス・トレーラー製48フィート（約15m）箱型で、サーモキング製の冷凍機が取り付けられている。
トレーラー左右側面には、西部開拓時代の駅馬車が黒い馬に乗った無法者（バンディット）に銃を向けられて襲われている絵が描かれている。
- 1977年型ポンティアック・ル・マン（en:Pontiac LeMans）

ジャスティス親子の乗るパトカー。
その他にも4つの州（アーカンソー州・ミシシッピ州・アラバマ州・ジョージア州）警察のパトカーとして登場、破壊される。
- 1975年型プリムス・フューリー

4つの州（アーカンソー州・ミシシッピ州・アラバマ州・ジョージア州）警察のパトカーに使われた車。
劇中ではル・マンズからフューリーへ、フューリーからル・マンズに入れ替っているシーンがある。

## パッケージソフト
2005年にユニバーサル・ピクチャーズ・ジャパンからシリーズ3作品をセットにしたDVD版が発売された。
第1作『トランザム7000』のDVD版と、第2作『トランザム7000 VS 激突パトカー軍団』第3作『トランザム7000 PART3』を同時収録したDVD版が、2011年にリリースされ、2012年にそれぞれ再発売されている。
なお、いずれのソフト化の際にも『トランザム7000』の日本語吹替えは未収録となっているが、2021年11月10日発売の「ユニバーサル 思い出の復刻版 ブルーレイ」には、フジテレビ版の両方の吹き替えを収録。

## 関連作品
本作品の成功を受け、ハル・ニーダム監督と主演のバート・レイノルズとのコンビでにより、以下の作品が製作された。
- トランザム7000VS激突パトカー軍団
- トランザム7000 Part3（en:Smokey and the Bandit Part 3）
- グレートスタントマン
- キャノンボール
- キャノンボール2
- ストローカーエース
- 2018年の映画『レディ・プレイヤー1』の冒頭におけるカーレースのシーンで、本作に登場するトランザムが登場する[7]。